# Gabriel Winnicki
Gabriel Winnicki herbu Sas – podczaszy przemyski w latach 1696-1699, podstoli żydaczowski w latach 1686-1690, sędzia kapturowy ziemi przemyskiej w 1696 roku.
Poseł na sejm 1690 roku z ziemi lwowskiej. 